# Way Back Home (film din 1931)
Way Back Home este un film american Pre-Code în genul dramă, regizat de William A. Seiter și lansat în anul 1931. În rolurile principale apar Phillips Lord, Effie Palmer, Frank Albertson și Bette Davis. Scenariul a fost adaptat de către Jane Murfin după emisiunea radio NBC creată de Lord și avându-l pe acesta în rolul principal.
Producția a primit, în general, recenzii negative, fiind considerat demodat chiar de la lansare și recomandat doar fanilor emisiunii radio. Bette Davis, de asemenea, a declarat mai târziu că filmul nu este o capodoperă, ci doar un mic fragment din viața tipică yankee.

## Legături externe
- Way Back Home la Internet Movie Database
- Way Back Home (film din 1931) la Allmovie